# برة بنت عوف
برة بنت عوف العدوية القرشية جدة آمنة بنت وهب، والدة الرسول ﷺ لأمها.

## نسبها
هي برة بنت عوف بن عبيد بن عويج بن عدي بن كعب بن لؤي بن غالب بن فهر بن مالك بن النضر بن كنانة بن خزيمة بن مدركة بن إلياس بن مضر بن نزار بن معد بن عدنان
أمها هي :قلابة بنت الحارث بن صعصعة بن حباشة بن غنم بن لحيان بن عادية بن صعصعة بن كعب بن هند بن طابخة بن لحيان بن هذيل بن مدركة بن الياس بن مضر بن نزار بن معد بن عدنان